# Kelli Williams
Kelli Renee Williams (Los Angeles, 8 juni 1970) is een Amerikaans actrice.

## Loopbaan
Kelli trad als kind op in verscheidene commercials. Haar eerste volwassen optreden was in de film There Goes My Baby (1994) tegenover ER's Noah Wyle. In 1994, speelde ze Jennifer Stolpa in de televisiefilm Snowbound: The Jim en Jennifer Stolpa Story. Ze trad op in 1996 in de 19de aflevering van het vierde en laatste seizoen van de televisieserie Picket Fences als een Amishvrouw die verkracht was.
In 1997 was haar meest prominente rol als Lindsay Dole Donnell in het ABC juridische drama The Practice. Ze trad ook op in de serie The Lyon's Den and Hack, evenals in twee afleveringen van Scrubs. Williams had de rol als dr. Natalie Durant in de televisieserie Medical Investigation die begon in de herfst van 2004 en na 20 afleveringen werd geannuleerd. In augustus 2008 werd Kelli gecast als Dr. Gillian Foster in de nieuwe Fox serie Lie to Me. In 2015 speelde ze de hoofdrol in Ties that Bind, als detective Allistar Mc Lean.

## Biografie
Haar ouders scheidden toen ze 13 was. Ze heeft een broer en twee halfbroers. Ze volgde de lagere school op het Lycee Français, en studeerde af aan Beverly Hills High School in 1988. Op school was ze actief in de podiumkunsten afdeling. Kelli Williams trouwde in 1996. Het echtpaar heeft drie kinderen.
Kelli spreekt Frans en Spaans, en heeft als vrijwilligster gewerkt bij het Young Storytellers Program.